# Florinda Bolkanová
Florinda Bolkanová (vlastním jménem Florinda Soares Bulcão, * 15. února 1941, Uruburetama, stát Ceará) je brazilská herečka, působící hlavně v Itálii.
Vyrůstala v intelektuálním prostředí, její otec byl politik a spisovatel. Studovala na Sorbonně, pracovala jako letuška a modelka. Pro film ji objevil Luchino Visconti, který ji obsadil do filmu Soumrak bohů. Dostávala hlavně role smyslných exotických krásek, často velmi uvolněných mravů, jako byla milenka zkorumpovaného policisty ve filmu Podivné vyšetřování. Za roli ve filmu Krátká dovolená získala v roce 1975 cenu Los Angeles Film Critics Association pro nejlepší herečku roku. Třikrát obdržela nejvyšší italské ocenění David di Donatello. Hrála také Žofii Chotkovou v koprodukční filmové rekonstrukci Sarajevský atentát a hraběnku Camastrovou v seriálu Chobotnice. V roce 2000 v Brazílii režírovala svůj první film Eu Não Conhecia Tururu, oceněný na festivalu ve městě Gramado.
Její životní partnerkou byla filmová producentka Marina Cicogna.

## Filmografie
- Soumrak bohů (1968)
- Candy (1968)
- Metti una sera a cena (1969)
- Podivné vyšetřování (1970)
- Poslední údolí (1970)
- Una lucertola con le pelle di donna (1971)
- Krátká dovolená (1973)
- Royal Flash (1975)
- Manaos (1979)